# 大溪镇 (酉阳县)
大溪镇，是中华人民共和国重庆市酉阳土家族苗族自治县下辖的一个乡镇级行政单位。

## 行政区划
大溪镇下辖以下地区：
长岭村、金线村、大溪村、杉岭村、茶店村、石堤村和二坪村。